# Bulbostylis fluviatilis
Bulbostylis fluviatilis är en halvgräsart som beskrevs av Robert Kral och Gerrit Davidse. Bulbostylis fluviatilis ingår i släktet Bulbostylis och familjen halvgräs. Inga underarter finns listade i Catalogue of Life.